# Ernst Ludwig Taschenberg
Ernst Ludwig Taschenberg, född 10 januari 1818 i Naumburg an der Saale, död 19 januari 1898 i Halle an der Saale, var en tysk entomolog. Han var far till Otto Taschenberg.  
Taschenberg blev 1856 inspektör vid zoologiska museet i Halle an der Saale och 1871 professor där. Han skrev om getingarna i Die Hymenopteren Deutschlands (Leipzig 1866) och utgav en rad arbeten av praktisk-zoologisk eller mer populärvetenskaplig art. Hans huvudarbete är Praktische Insektenkunde (Bremen 1879–80). Slutligen författade han nionde bandet av Alfred Brehms "Thierleben" (Die Insekten, Tausendfüssen und Spinnen).